# راندولف ليكت
راندولف ليكت (بالإنجليزية: Randolph Lycett)‏ مواليد 27 أغسطس 1886 في برمنغهام - الوفاة 09 فبراير 1935 في جيرزي، المملكة المتحدة، كان لاعب كرة مضرب بريطاني بدأ مسيرته كمحترف سنة 1905 وكان يلعب باليد اليمنى، اعتزل اللعب في 1929. كما أنه أحد أبطال الجراند سلام.

## بطولات حققها
- بطولة ويمبلدون

## النهائيات

### الفردي: الوصافة 1
| النتيجة | السنة | البطولة  | الأرضية | المنافس        | النتيجة       |  |
| ------- | ----- | -------- | ------- | -------------- | ------------- |  |
| الوصافة | 1922  | ويمبلدون | عشبية   | جيرالد باترسون | 3–6, 4–6, 2–6 |  |

### الزوجي المختلط: 5 (الألقاب 3, الوصافة 2)
| النتيجة | السنة | البطولة  | الأرضية | الشريك        | المنافس                            | النتيجة  |  |
| ------- | ----- | -------- | ------- | ------------- | ---------------------------------- | -------- |  |
| الفوز   | 1919  | ويمبلدون | عشبية   | إليزابيث ريان | دوروثيا دوغلاس تشامبرز ألبرتم بربل | 6–0, 6–0 |  |
| الوصافة | 1920  | ويمبلدون | عشبية   | إليزابيث ريان | سوزان لنجلن جيرالد باترسون         | 7–5, 6–3 |  |
| الفوز   | 1921  | ويمبلدون | عشبية   | إليزابيث ريان | فيليس كوفيل ماكس ووسنام            | 6–3, 6–1 |  |
| الوصافة | 1922  | ويمبلدون | عشبية   | إليزابيث ريان | سوزان لنجلن بات أوهارا وود         | 6–4, 6–3 |  |
| الفوز   | 1923  | ويمبلدون | عشبية   | إليزابيث ريان | دوروثي شيبارد بارون لويس دين       | 6–4, 7–5 |  |

## روابط خارجية
- راندولف ليكت على موقع رابطة محترفي التنس (الإنجليزية)
- راندولف ليكت على موقع الاتحاد الدولي لكرة المضرب (الإنجليزية)
- راندولف ليكت على موقع كأس ديفيز (الإنجليزية)
- راندولف ليكت على موقع خلاصة التنس.كوم (الإنجليزية)